# Constantin G. Dissescu
Constantin G. Dissescu (n. 8 august 1854, Slatina – d. 10 august 1932, București) a fost un politician și ministru român, avocat, profesor de drept administrativ și constituțional la Facultatea de Drept din Universitatea București. A urmat studiile liceale în București, în timp ce studiile de drept și doctoratul au fost făcute la Paris. A îndeplinit funcția de ministru de justiție (11 aprilie 1899 - 7 iulie 1900), precum și cea de ministru de culte și instrucțiune publică (24 octombrie 1906 - 12 martie 1907; 14 octombrie 1912 - 4 ianuarie 1914).

## Biografie

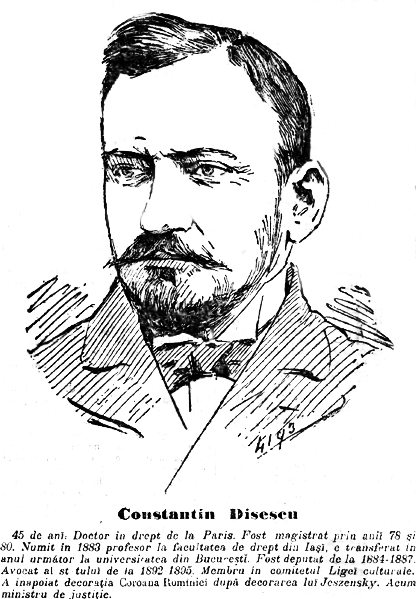
Fotografie a lui Constantin Dissescu apărută în ziarul "Adevărul", în anul 1899

A facut studiile sale în București la liceul Sfântu Sava și le-a terminat la facultatea de drept din Paris, de unde s-a întors cu titlul de doctor în drept. De la 1 februarie 1878 până în octombrie 1880 a fost judecator la Tribunalul llfov; de la 1879 până la 1884 a suplinit pe V. Boerescu ca profesor la catedra de drept comercial de la facultatea din București. În 1883 e numit profesor titular la Facultatea din Iași pentru dreptul penal și procedura civilă și la 1884 e transferat la Facultatea din București ca profesor de drept public român. De la 1884 până la 1887 Dissescu reprezintă în Cameră colegiul I-iu de Vâlcea, iar la 1892 este numit avocat al Statulut și ocupă această funcțiune până la 1895 când demisionează.

## Opera (listă selectivă)
- De la puissance du mari sur la personne et les biens de la femme (teză de doctorat, Paris, 1877);
- Părere asupra reformei execuțiunii silite, București, 1881;
- Originea și condițiunea proprietății în România, 1889;
- Cursul de drept public român - vol. I-II, dreptul constituțional, vol.III - dreptul administrativ, 1890 - 1892;
- Condiția juridică a dreptului de farmacie, 1909;
- Les origines du droit roumain, Paris, 1899;
- Introducere la studiul dreptului constituțional, 1911;
- Amintiri și impresii din Cadrilater, 1913.